# Thyene dancala
Thyene dancala là một loài nhện trong họ Salticidae.
Loài này thuộc chi Thyene. Thyene dancala được Lodovico di Caporiacco miêu tả năm 1947.